# 呂師夔
吕师夔（1230年—1301年），安丰（今安徽省寿县西南）人，元朝地方官员。呂文德的儿子。
吕师夔在南宋担任提举江州兴国军沿江制置使。至元十二年（1275年）陈奕降元，率兵攻蕲州，吕师夔与知江州钱真孙派人到蕲请降州。伯颜入江州，吕师夔在庾公楼设宴，选宋朝宗室二女盛装陪酒。伯颜大怒：“我奉合罕之命，率军问罪南宋，岂能以女色改变我的志向。”怒斥赶走了。都元帅宋都碍攻打抚州，命吕师夔以金符诱降守将密佑，密佑不受，死节。吕师夔与谢枋得相友善，率兵攻略江西，攻下安仁，谢枋得守信州，元军来攻，谢枋得逃到建阳，吕师夔将他妻儿下狱。宋端宗在广州，吕师夔与阿里海牙、塔出等率兵翻过梅岭，袭击进攻，以参知政事留镇广州。瑞州张公明上告吕师夔图谋不轨，塔出害怕吕师夔惊疑，于是斩杀张公明，朝廷没有追问。至元十五年（1278年），宋朝制置使张镇孙起兵攻打广州，吕师夔将他擒获，及其妻儿械送京师，张镇孙自缢而死。至元十七年（1280年），广州民不聊生，吕师夔被召到大都诘责，廷辩没有证据，依旧还任。至元二十二年（1285年）六月，请假回江州探望母亲。大德五年（1301年）死去。